# Albert Ghiorso

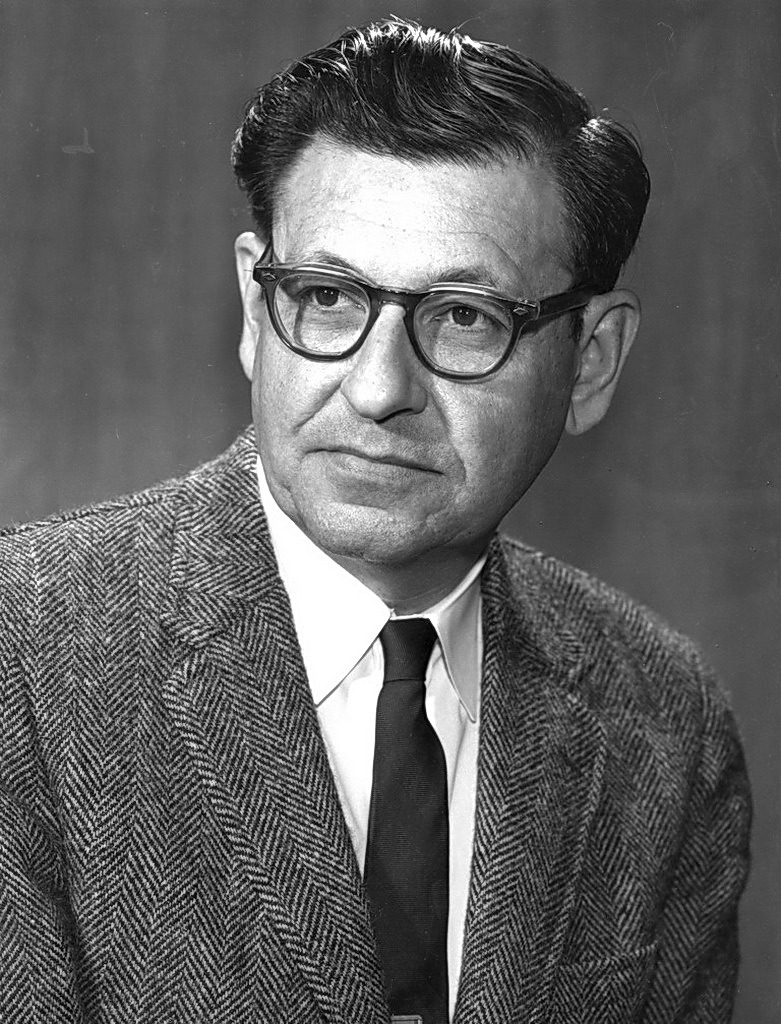
Albert Ghiorso în anii '70

Albert Ghiorso (n. 15 iulie 1915, Vallejo, California, SUA – d. 26 decembrie 2010, Berkeley, California, SUA) a fost om de știință american specializat în fizica nucleară. S-a născut la Vallejo, California și a crescut la Alameda, California.
Este un co-descoperitor al următoarelor elemente chimice: americiu, curiu, berkeliu, californiu, einsteiniu, fermiu, mendeleviu, nobeliu, lawrenciu, rutherfordiu, dubniu, seaborgiu. A murit la data de 26 decembrie 2010, la vârsta de 95 de ani.